# زمان صفحه‌نمایش

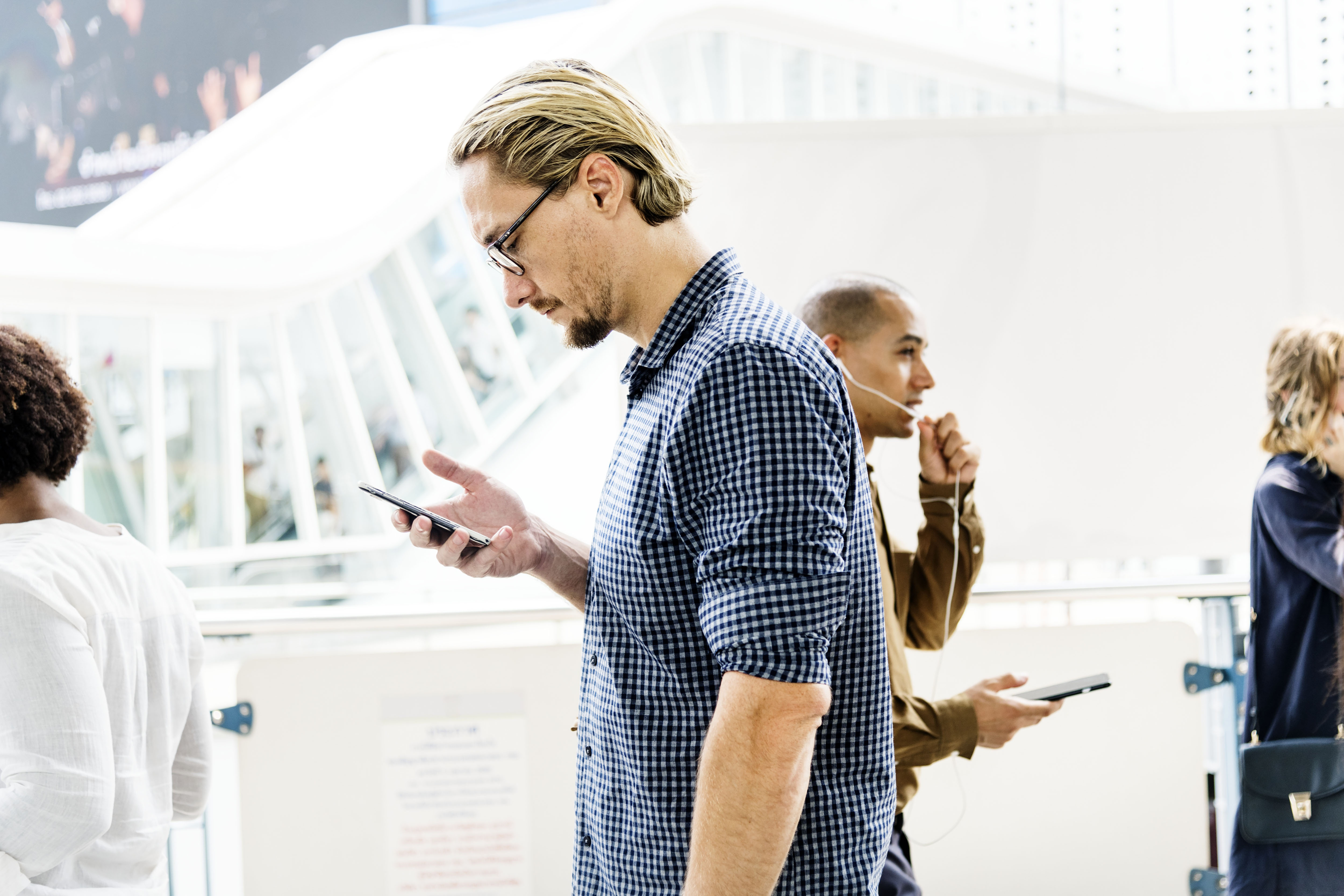
اعتیاد به دستگاه نمایش

زمان صفحه‌نمایش (انگلیسی: Screen time) یا به تعبیر دیگر اسکرین‌تایم، اصطلاحی است برای اشاره به مدت زمان استفاده از دستگاه‌های دارای صفحه‌نمایش دیجیتال مانند تلفن هوشمند، رایانه، تلویزیون و کنسول بازی رایانه‌ای. این مقوله به عنوان زیرمجموعه‌ای از مؤلفه‌های مرتبط با رسانه‌های دیجیتال و سلامت روان شناخته می‌شود. مطالعات نشان می دهد که زمان صفحه‌نمایش به طور مستقیم بر رشد کودک و سلامت روانی و جسمی تأثیر می گذارد. تأثیرات مثبت یا منفی‌ای که زمان صفحه نمایش روی سلامتی می‌گذارد به سطح و محتوای نمایشی نیز بستگی دارد. برخی دولت ها برای جلوگیری از آسیب‌های زمان صفحه نمایش، برای استفاده از آن مقرراتی وضع کرده اند.
پژوهشگران معتقدند تماشای صفحه نمایش به مدت دو ساعت یا بیشتر در طول روز با سلامتی روانی کمتر در میان کودکان پیش دبستانی (دو تا پنج ساله) مرتبط است. همچنین شواهد نشان می‌دهد تماشای صفحه نمایش در اوقات فراغت (LST) با بروز بیشتر سندرم روده تحریک پذیر (IBS) مرتبط است.